# Factor de carga (electricidad)
En ingeniería eléctrica, el factor de carga se define como la carga promedio dividida por la carga máxima en un período de tiempo específico. Es una medida de la tasa de utilización o eficiencia del uso de energía eléctrica; un factor de carga bajo indica que la carga no está ejerciendo presión sobre el sistema eléctrico, mientras que los consumidores o los generadores que ejercen más presión sobre la distribución eléctrica tendrán un factor de carga alto. 
{\displaystyle f_{carga}={\frac {\text{Carga media}}{\text{Carga máxima en un período de tiempo dado}}}}
Un ejemplo, usando una factura eléctrica comercial grande: 
- demanda máxima = 436 kW
- utilizar = 57 200 kWh
- número de días en el ciclo de facturación = 30 d

Por lo tanto: 
- factor de carga = { 57 200 kWh / (30 d × 24 horas por día × 436 kW)} × 100% = 18.22%

Se puede derivar del perfil de carga del dispositivo o sistema de dispositivos específico.  Su valor siempre es menor que uno porque la demanda máxima nunca es menor que la demanda promedio, ya que es probable que las instalaciones nunca funcionen a plena capacidad durante un día completo de 24 horas. Un alto factor de carga significa que el uso de energía es relativamente constante. El factor de carga bajo muestra que ocasionalmente se establece una alta demanda.  Para dar servicio a ese pico, la capacidad permanece inactiva durante largos períodos, lo que impone costos más altos en el sistema.  Las tarifas eléctricas están diseñadas para que los clientes con alto factor de carga cobren menos en general por kWh. Este proceso, junto con otros, se denomina equilibrio de carga o afeitado de picos. 
El factor de carga está estrechamente relacionado y, a menudo, se confunde con el factor de demanda. 
{\displaystyle f_{Demanda}={\frac {\text{Carga máxima en un período de tiempo dado}}{\text{Carga máxima posible}}}}
La principal diferencia a tener en cuenta es que el denominador en el factor de demanda se fija en función del sistema. Debido a esto, el factor de demanda no puede derivarse del perfil de carga, pero necesita la adición de la carga completa del sistema en cuestión. 